# Дуцяк Ігор Зенонович

Дуцяк Ігор Зенонович — доктор філософських наук, професор кафедри туризму  Інституту екології природоохоронної діяльності та туризму ім. В. Чорновола Національного університету «Львівська політехніка».

## Загальні відомості
Доктор філософських наук (2008 р.), кандидат технічних наук, професор (2010 р.), в. о. завідувача кафедри історії України та етнокомунікації
Тема докторської дисертації: Методи формулювання гіпотез: теоретичні та практичні аспекти [Текст]: дис. д-ра філос. наук: 09.00.06 / Дуцяк Ігор Зенонович ; Київський національний ун-т ім. Тараса Шевченка. — К., 2007. — 402 арк. — арк. 377–387

## Навчальні курси
Історія туризму, інновації в туризмі, методологія наукових досліджень, інноваційні технології в туризмі, філософія туризму, інтелектуальний аналіз даних туристичної галузі, основи стандартизації і сертифікації в туризмі.

## Наукові інтереси
Сфера наукових інтересів: Методологія та логіка пізнавальної діяльності, теорія дефініцій, філософія туризму.

## Публікації
1. Специфіка еволюційного підходу при аналізі процесів етнічної взаємодії / І. Дуцяк // Етнокультурні проблеми політичного процесу в Україні: Колективна монографія. — Львів, 2001.
2. Про тотожність логічних операцій та арифметичного додавання індексів булевих функцій / І. Дуцяк // Фіз.-мат. моделювання та інформ. технології. — 2005. — Вип. 2. — С. 126–132.
3. Методи формування гіпотез / І. З. Дуцяк; Київський національний ун-т ім. Тараса Шевченка. — К. : Видавничо‑поліграфічний центр «Київський університет», 2006. — 173 c.+ 1 арк. додат.
4. Методи формулювання гіпотез: теоретичні та практичні аспекти: дис… д-ра філос. наук: 09.00.06 / Дуцяк Ігор Зенонович; Київський національний ун-т ім. Тараса Шевченка. — К., 2007. — 402 арк.
5. Мисленнєва практика у середній школі як основа вивчення логіки у вищих навчальних закладах. / І. Дуцяк // Наукові записки. Т. 110, Педагогічні, психологічні науки та соціальна робота / Національний університет «Києво-Могилянська академія». — 2010. — С. 19-25.
6. Логіка: Підручник [для студентів, аспірантів, викладачів ВНЗ. Затверджено МОН] / Дуцяк І. З. — К., 2010. — 406 с. + компакт-диск.